# Sinfonía Roma (Bizet)
La Sinfonía «Roma», en do mayor, es la segunda sinfonía del compositor Georges Bizet. A diferencia de su primera sinfonía, también en do mayor, compuesta en poco tiempo con 17 años, Roma le llevó un lapso de tiempo de once años, desde los 22 a los 33 años (murió con 36). Bizet nunca estuvo totalmente satisfecho con su obra, a la que sometió a numerosas revisiones, muriendo antes de completar su versión definitiva. Sus cuatro movimientos se interpretaron a lo largo de su vida pero nunca de manera conjunta. La sinfonía completa en su última versión se estrenó en 1875, póstumamente. Es quizás debido a la insatisfacción de Bizet con esta obra que a menudo se considera como incompleta. Sin embargo, en la forma en la que ha llegado a nuestros días, se trata de una obra acabada y está orquestada por completo. Ha sido grabada en varias ocasiones pero no suele programarse a menudo en las salas de conciertos.

## Contexto
Bizet ganó el Premio de Roma en 1857, que incluía una beca de dos años estudiando en la Academia francesa de Roma, seguido de un año estudiando en Alemania. No llegó a ir a Alemania, pero permaneció en Roma hasta julio de 1860. En lugar de regresar a París directamente, viajó por Italia, visitando lugares que no había visitado anteriormente en viajes realizados en 1858 y 1859. En Rimini concibió una sinfonía con cada uno de los cuatro movimientos dedicados a distintas ciudades italianas: Rome (movimiento inicial), Venecia (Andante), Florencia (Scherzo) y Nápoles (final). Es posible que realizara algunos esbozos en ese periodo. Al arribar a Venecia recibió la noticia de que su madre había caído gravemente enferma, por lo que regresó a casa inmediatamente.
Hacia 1861 había compuesto el Scherzo, considerado a día de hoy la mejor sección de la obra. Se interpretó privadamente en noviembre de 1861 y posteriormente, el 11 de enero de 1863, recibió el estreno público bajo la batuta de Jules Pasdeloup en el Cirque Napoléon, acto al cual acudió Camille Saint-Saëns. Su ejecución fue pobre y recibió críticas hostiles de muchos abonados. No obstante, en una interpretación posterior que tuvo lugar el 18 de en la Société Nationale des Beaux-Arts, recibió una reacción más positiva.
En 1866 ya había compuesto la primera versión de la obra al completo, cuyo primer movimiento era un Tema y Variaciones, pero no le terminó de convencer y decidió someterla a una profunda revisión. En 1868 realizó una nueva revisión. Tres movimientos, sin el Scherzo, de la nueva partitura se interpretaron el 28 de febrero de 1869, bajo el título de Fantaisie symphonique: Souvenirs de Rome, dirigida de nuevo por Pasdeloup. Los movimientos recibieron títulos programáticos Une chasse dans la Forêt d'Ostie, Une Procession y Carnaval à Rome (este movimiento que representaba a Nápoles). Pero Bizet no estaba contento y lo volvió a revisar una vez más. En 1871 parece que dejó de dedicar tiempo a las revisiones y se centró en otros proyectos.
La sinfonía completa en su última versión conocida se estrenó tras su muerte, en 1875. La obra se publicó en 1880 con el título de Roma y es probable que incorporara las modificaciones efectuadas en 1871.

## Título
Formalmente, la obra se encuentra a caballo entre una sinfonía y una suite sinfónica. El Diccionario Grove dice al respecto que «no es lo suficientemente explícita para considerarse música programática y no está concebida como una sinfonía abstracta». A pesar de la calificación de Bizet como sinfonía, a menudo se ha catalogado en las obras de referencia como una suite. En algunas fuentes, incluso se encuentra bajo el nombre de «Suite sinfónica n.º 3». Otra razón para el título alternativo es que la anterior sinfonía también estaba en do mayor y al llamar su segundo intento en el género sinfónico una suite generaría menos confusión. Sin embargo, este hecho tendría que haber ocurrido necesariamente a partir de 1935 (60 años tras el fallecimiento de Bizet), cuando se supo públicamente de la existencia de su Primera sinfonía, la Sinfonía en do.

## Descripción de la obra
Roma es una obra muy desigual. El Scherzo se considera como el mejor movimiento, lleno de vitalidad y gracia. El primero y último movimiento son brillantes a la vez que pedantes académicamente, y el movimiento lento no está bien considerado, a veces descrito como «pesado y aburrido». Sin embargo, Gustav Mahler tenía en estima la obra así que organizó su estreno en Viena en 1898-99 y la mostró a las audiencias estadounidenses en su gira de 1910. Su estreno oficial en los Estados Unidos tuvo lugar el 11 de noviembre de 1880 en el Metropolitan Concert Hall, bajo la dirección de Theodore Thomas.  El crítico del New York Times de aquel entonces dijo que, a pesar de que es de admiración gran parte de la obra, su orquestación era algo cruda y daba una sensanción de no estar rematada del todo.

## Estructura
Los cuatro movimientos de Roma son:
- Andante tranquillo, seguido de un Allegro agitato (do mayor)
- Scherzo - Allegretto vivace
- Andante molto (fa mayor)
- Allegro vivacissimo (Final).

La obra tiene una duración aproximada de 31 minutos.

## Grabaciones
Ha sido grabada en numerosas ocasiones bajo la batuta de numerosos directores como Sir Thomas Beecham, Lamberto Gardelli, Louis Frémaux, Michel Plasson, Jean-Claude Casadesus y Enrique Batiz.
El último movimiento ha sido grabado aparte a veces bajo el título de «Carnaval», o «Carnaval à Rome».